# هيجان: سقوط الرئيس
هيجان: سقوط الرئيس (بالإنجليزية: Rampage: President Down)، هو فيلم أكشن تم إنتاجه في كندا، وصدر سنة 2016، من بطولة بريندان فليتشر، وهو الجزء الثالث من سلسلة أفلام هيجان.

## القصة
يتم قتل رئيس الولايات المتحدة لذا يقوم الـ FBI بالتحقيق في الجريمة المعقدة جدا ولا يعلمون ان من قام بالجريمة هذه هو «بيل ويليمسون» الذي يفترض أنه ميت من وقت طويل.

## روابط خارجية
- هيجان: سقوط الرئيس على موقع IMDb (الإنجليزية)
- هيجان: سقوط الرئيس على موقع روتن توميتوز (الإنجليزية)
- هيجان: سقوط الرئيس على موقع نتفليكس (الإنجليزية)
- هيجان: سقوط الرئيس على موقع أول موفي (الإنجليزية)
- هيجان: سقوط الرئيس على موقع فيلمافينيتي (الإسبانية)
- هيجان: سقوط الرئيس على موقع قاعدة بيانات الفيلم (الإنجليزية)
- هيجان: سقوط الرئيس على موقع ليتربوكسد (الإنجليزية)
- هيجان: سقوط الرئيس على موقع كينوبويسك (الروسية)